# George Rock
Der George Rock ist eine 3 m hohe Felsformation an der Nordküste Südgeorgiens. Er ragt am Westufer der Einfahrt zur Bucht Maiviken in der Cumberland Bay auf.
Der Name des Felsens ist erstmals auf einer Landkarte der britischen Admiralität aus dem Jahr 1930 verzeichnet. Der weitere Benennungshintergrund ist nicht überliefert.